# 恶魔的艺术2
《恶魔的艺术2：邪降》 （泰语：ลองของ）是一部于2005年上映的泰国邪教恐怖电影，由罗宁·提姆 、Art Thamthrakul、Yosapong Polsap、Putipong Saisikaew、伊萨拉·纳迪、Pasith Buranajan 和 Seree Pongniti执导。本片由五星制作有限公司发行。
这部电影是2004年电影《恶魔的艺术》名义上的续集。

## 剧情
六个昔日的同窗好友在分开多年之后分别收到了旧时好友Ta的邀请，于是他们一起离开曼谷前往儿时的故乡。记忆之门也渐渐敞开。
　　当时还在读中学的他们与校内好色的体育老师不和，一次偶然的机会，六人撞破了体育老师与Ta的继母Panor的奸情，并用DV录下。Ta将此事告知父亲，导致父亲与继母panor的对峙，panor更加愤恨Ta。疯狂的体育老师遂将六人抓起来进行虐打侮辱。受辱后的六人愤恨难平，于是前去求助神奇的巫师，请求降邪。
　　六人本以为过去的事已经远离，却不知此次旅行，却成为了他们万劫不复的噩梦......

## 奖项
娜帕克帕发·纳克普拉西特入围了2005年曼谷影评人大会最佳女演员。她入围泰国国家电影奖最佳女配角。这项提名遭到了制作公司的抗议，他们觉得她应该入围最佳女演员。制片公司随后抵制了颁奖典礼。  

## 入围电影节
- 2006年曼谷国际电影节
- 2006年纽约亚洲电影节
- 2006年幻想曲音乐节